# Acquedotto dei miracoli
L'Acquedotto dei Miracoli (in spagnolo Acueducto de los Milagros) è una costruzione di ingegneria civile per il trasporto di acqua nel bacino di Proserpina, che si trova a cinque chilometri dall'antica città di Mérida in Spagna. Tradizionalmente si è datata la sua origine nella città di Augusta Emerita, capitale della provincia di Lusitania nell'Impero Romano nel I secolo, e continuò ad essere utilizzato nei secoli a venire. L'Acquedotto fa parte dell'insieme archeologico di Mérida, dichiarato Patrimonio dell'Umanità dall'UNESCO nel 1993.

## Origine
La sua origine sembrerebbe risalire approssimativamente all'epoca della dinastia Giulio-Claudia o della famiglia dei Flavi. La città romana disponeva di tre acquedotti anteriori che fornivano acqua alla popolazione. Ciononostante, diversi studi non sono riusciti a stabilire la datazione dell'opera o le tappe della sua costruzione.
Uno studio controverso dell'Università Autonoma di Madrid diffuso dal giornale El País, mette in dubbio questa data e la posticipa al IV o V secolo. Ciò farebbe risalire il monumento all'architettura visigota con un'influenza bizantina. Questo studio è stato rifiutato, tra tanti altri, dallo stesso sindaco della città di Mérida, Antonio Rodríguez Osuna.

## Caratteristiche architettoniche
L'acquedotto aveva come funzione principale quella di portare l'acqua al lato ovest della città. Il punto di raccolta dell'acqua, o caput aquae, si trovava nel lago di Proserpina, da dove partiva una conduttura di tubature che si snodava per dieci o undici chilometri.
L'acquedotto scorre tortuoso sotto il suolo seguendo la curva di livello con una leggera pendenza. È per la maggior parte una galleria sotterranea scavata nella roccia viva, salvo nei passaggi su alcuni ruscelli che vengono attraversati tramite piccoli archi. Nella parte finale dell'acquedotto si situa l'arco più famoso che attraversa il fiume Albarregas, per il quale si dovettero costruire una serie di pilastri che costituiscono la parte più imponente. L'acquedotto entrava nella città nel punto più alto della collina del Calvario, dove venne edificato, all'interno delle mura, un ninfeo come chiusura monumentale (tradizionalmente denominato castellum aquae, nonostante questo dovette situarsi in prossimità).
Quest'ultima sezione di archi sovrapposti si estende per 830 metri, con un'altezza di 25 metri nella parte più profonda della valle del fiume Albarregas. La struttura di questa sezione è caratteristica di Mérida. È composta da robusti pilastri, nei quali si alternano cinque filari di blocchi di granito e uno di mattoni, conferendo così una peculiare eleganza dal miscuglio dei due colori, quello granito e il rosso intenso del mattone. Archi di differenti altezze si innestano sui pilastri, il cui nucleo è di opus caementicium. Gli archi di collegamento sono di mattoni, fatta eccezione per quello che attraversa il letto del fiume, che ha i conci di granito ben lavorati. I pilastri rimasti più o meno deteriorati sono ancora 73.
Tradizionalmente si dice che il suo nome, Acquedotto dei Miracoli, si debba allo stupore generale che fosse resistito per così tanti secoli, come se si trattasse di un miracolo divino.
Nell'immediata vicinanza, un piccolo ponte chiamato ponte romano di Albarregas corre parallelo agli archi dell'acquedotto.